# Quân Sơn
Quân Sơn (chữ Hán giản thể: 君山区) Là một quận thuộc địa cấp thị Nhạc Dương, tỉnh Hồ Nam, Cộng hòa Nhân dân Trung Hoa. Quận này có diện tích 696 km², dân số 21,7 vạn người, trong đó có 58.000 dân phi nông nghiệp. Quân Sơn được lấy tên theo đảo Quân Sơn nằm ở huyện này.
Quân Sơn có mã điện thoại 0730, mã bưu chính là 414000, mã hành chính 430611.
0730